# Ginástica nos Jogos Pan-Americanos de 1987
A ginástica nos Jogos Pan-americanos de 1987 foi realizada em Indianápolis, nos Estados Unidos. Essa foi a primeira edição a contar com as provas da modalidade rítmica no cronograma.

## Eventos
| Ginástica artística - Individual geral masculino - Equipes masculino - Solo masculino - Barra fixa - Barras paralelas - Cavalo com alças - Argolas - Salto sobre a mesa masculino - Individual geral feminino - Equipes feminino - Trave - Solo feminino - Barras assimétricas - Salto sobre a mesa feminino | Ginástica rítmica - Individual geral - Arco - Corda - Maças - Fita |

## Medalhistas

### Ginástica artística
Masculino
| Evento           | Ouro            | Prata                         | Bronze                                    |
| Equipe           | Estados Unidos  | Cuba                          | Brasil                                    |
| Individual geral | Scott Johnson   | Casimiro Suárez               | Tim Daggett                               |
| Argolas          | Scott Johnson   | José Fraga                    | Luis Cartaya Brian Ginsberg               |
| Barra fixa       | Félix Aguilera  | Scott Johnson Casimiro Suárez |                                           |
| Barras paralelas | Scott Johnson   | Casimiro Suárez               | Félix Aguilera                            |
| Cavalo com alças | Tim Daggett     | Scott Johnson                 | Félix Aguilera Mario Gonzales Tony Pineda |
| Salto            | Casimiro Suárez | Jorge Marin Israel Sánchez    |                                           |
| Solo             | Casimiro Suárez | Scott Johnson                 | Félix Aguilera                            |

Feminino
| Evento              | Ouro             | Prata            | Bronze                  |
| Equipe              | Estados Unidos   | Cuba             | Canadá                  |
| Individual geral    | Sabrina Mar      | Kristie Phillips | Kelly Garrison          |
| Barras assimétricas | Melissa Marlowe  | Sabrina Mar      | Luisa Parente           |
| Salto               | Laura Rodríguez  | Luisa Prieto     | Kristie Phillips        |
| Solo                | Kristie Phillips | Sabrina Mar      | Laura Rodríguez         |
| Trave               | Kelly Garrison   | Tania Guia       | Elsa Chivas Sabrina Mar |

### Ginástica rítmica
| Evento           | Ouro           | Prata          | Bronze                         |
| Individual geral | Lourdes Medina | Diane Simpson  | Mary Fuzesi                    |
| Corda            | Diane Simpson  | Lourdes Medina | Marina Kunyavsky               |
| Arco             | Lourdes Medina | Diane Simpson  | Mary Fuzesi                    |
| Maças            | Lourdes Medina | Mary Fuzesi    | Susan Cushman Marina Kunyavsky |
| Fita             | Diane Simpson  | Lourdes Medina | Thalia Fung Mary Fuzesi        |

## Quadro de medalhas da ginástica
| Ordem | País           | Medalha de ouro | Medalha de prata | Medalha de bronze |    |
| ----- | -------------- | --------------- | ---------------- | ----------------- | -- |
| 1     | Estados Unidos | 12              | 8                | 7                 | 27 |
| 2     | Cuba           | 7               | 11               | 7                 | 25 |
| 3     | Canadá         | 0               | 1                | 4                 | 5  |
| 4     | Venezuela      | 0               | 1                | 0                 | 1  |
| 5     | Brasil         | 0               | 0                | 2                 | 2  |
| 6     | México         | 0               | 0                | 1                 | 1  |
| 6     | Porto Rico     | 0               | 0                | 1                 | 1  |
| TOTAL | TOTAL          | 19              | 21               | 22                | 62 |